# IBM Broadway

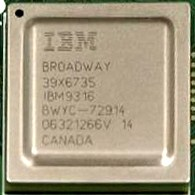
Immagine del processore tratta dall'interno di una console

Broadway è un microprocessore prodotto da IBM per la console Wii prodotta da Nintendo. Il processore è sviluppato e prodotto da IBM con un processo a 130 nanometri Buck che permette al processore di consumare il 20% in meno del predecessore PowerPC Gekko. Broadway è prodotto da IBM nello stabilimento East Fishkill, N.Y con wafer da 300 millimetri.
Del processore esistono poche informazioni sulle specifiche tecniche. Ars Technica afferma che inizialmente IBM aveva offerto il processore come potenziale processore per computer portatili presumibilmente di classe G5 (64 bit PowerPC) con l'aggiunta di unità PPE (derivate dal processore Cell). Altre fonti affermano che il processore era nato per applicazioni a basso consumo e che fondamentalmente è simile al processore Gekko del Nintendo GameCube che a sua volta era derivato dal PPC750GL.

## Specifiche
- Tecnologia a 130 nanometri.[1]
- Architettura modificata specificatamente per la console Wii.[1]
- Il processore utilizza la tecnologia IBM Buck per ridurre le dispersioni di potenza del 20% rispetto al PowerPC Gekko.[1]
- Il processore è stato prodotto e spedito a Nintendo fin da giugno 2006.

## Produzione
Il processore viene prodotto dalla fabbrica IBM di East Fishkill, N.Y. con un processo produttivo allo stato dell'arte da 300 millimetri.